# Phreatia sublata
Phreatia sublata är en orkidéart som beskrevs av Nicolas Hallé. Phreatia sublata ingår i släktet Phreatia och familjen orkidéer. Inga underarter finns listade i Catalogue of Life.